# Frnjolići
Frnjolići – wieś w Chorwacji, w żupanii istryjskiej, w gminie Sveti Lovreč. W 2011 roku liczyła 0 mieszkańców.